# 山内あやり
山内 あやり（やまうち あやり、1974年11月22日 - ）は、日本のラジオパーソナリティ、ナレーター。前NPO法人江戸しぐさ理事（2008.4〜2014.5）。
静岡県静岡市出身。身長170cm、B型。静岡雙葉中学校、静岡雙葉高等学校、鶴見大学文学部日本文学科卒業。

## プロフィール
大学在学中にラジオパーソナリティとしてデビュー。その後、ナレーター、声優として活動。自身がパーソナリティを務める、中小企業をテーマにした番組に招いた「江戸しぐさ語り部の会」越川禮子に2003年より師事。江戸しぐさと称する1980年代に考案・推進された作法集と日本の中小企業におけるリーダー論との共通性を見出す。現在は、ラジオ番組企画にも取り組む。
芝三光が考案した江戸しぐさを、ラジオ日本 、TBSラジオ などのメディア出演、講演活動、執筆などを通して、普及する活動を行っている。

## 著書
- 「江戸しぐさに学ぶおつきあい術」(幻冬舎エデュケーション)2013年6月発売
- 「江戸しぐさ」恋愛かるた～必ず1勝できる恋愛の感性(三五館)2009年12月発売

## 連載
- 長編読切時代劇「大岡越前」「江戸を斬る」（竹書房）コラム連載2012年9月〜　山内あやり「江戸しぐさ」のこころ
- 「経済界」雑誌　山内あやり「江戸しぐさに学ぶビジネスリーダーの流儀」2013年8月〜

## 主な出演番組

### テレビ
- 「くらしセンスアップ」NHK総合2010.11 -
- 「エチカの鏡」フジテレビ2010.3
- 「時代劇おもしろ雑学虎の巻」時代劇専門チャンネル2010.3
- 「まるごとワイド」静岡だいいちテレビ2010.2

### DVD
- 「江戸時代に学ぶ、家庭生活と環境シリーズ」(東映/教材用DVD)　ナレーション（全編）＆出演

※平成23年度 教育映像優秀作品賞受賞

### ラジオ
- TBSラジオ(954kHz)
  - 『山中秀樹「時泥棒」』ゲスト2010.2 江戸クイズ出題2010.3/2010.4
- ラジオ日本(1422kHz)2007.9 - 
  - 『ラジオわたしの物語』パーソナリティー&企画
  - 『ラジオわたしの物語/北京オリンピック選手特集』パーソナリティー&企画
  - 『ラジオわたしの物語/プロレスリング・ノア特集』パーソナリティー&企画
  - 『ハッピーデイズ』パーソナリティー
  - 『四季の散歩道』ナレーション
  - 『江戸しぐさのススメ』コラム・ナレーション
  - 『江戸しぐさのココロ』コラム・ナレーション

### 司会
- 毎日政経文化セミナー「嶌信彦講演会〜東日本大震災と日本の行方」2011.4
- 第200回毎日政経文化セミナー「鳥越俊太郎講演会」2010.9
- 世界ノーベル平和賞受賞グラミン銀行総裁ムハマドユヌス氏来日記念講演会2009 他

### 江戸しぐさ講演
- 早稲田大学 講義「江戸しぐさ、今しぐさ」2012.10
- 富士ゼロックス主催「ビジネスに生かす江戸しぐさ」2012.8
- 財団法人日本電信電話ユーザ協会主催、NTT東日本後援「江戸しぐさに学ぶコミュニケーション術」2011.6
- 倫理法人会主催「江戸しぐさに学ぶリーダーのあり方」2010.11
- 兵庫県教育委員会主催「江戸寺子屋に見る江戸の養育法と江戸しぐさ」2010.8
- 清水市年金受給者協会主催「江戸しぐさに学ぶお付き合い術」2010.6
- 東京中小企業家同友会練馬支部例会「粋な経営者！仕事で好かれる江戸しぐさとは」2010.2

他、全国の小中学校、法人会など多数

### メディア掲載
- anan （マガジンハウス）マナー特集「江戸しぐさ」監修2012.8
- 毎日新聞「ぶっくえんど」書評2009.12
- 「ダヴィンチ」「たのやく」書評、「ゆほびか」他